# Pływanie na Letnich Igrzyskach Olimpijskich 1960 – 4 × 200 m stylem dowolnym mężczyzn
Sztafeta 4 × 200 m stylem dowolnym mężczyzn – jedna z konkurencji pływackich rozgrywanych podczas XVII Igrzysk Olimpijskich w Rzymie. Eliminacje odbyły się 29 sierpnia, a finał 1 września 1960 roku.
Mistrzami olimpijskimi zostali Amerykanie. Sztafeta w składzie: George Harrison (2:03,4), Richard Blick (2:01,9), Michael Troy (2:02,9), Jeff Farrell (2:02,0) czasem 8:10,2 pobiła o ponad sześć sekund rekord świata ustanowiony miesiąc przed igrzyskami przez reprezentantów Australii. Japończycy, którzy w eliminacjach poprawili rekord olimpijski z poprzednich igrzysk, w finale wywalczyli srebrny medal. Uzyskawszy czas 8:13,2 o 0,6 s wyprzedzili Australijczyków (8:13,8).

## Rekordy
Przed zawodami rekord świata i rekord olimpijski wyglądały następująco:
| Rekord            | Reprezentacja                                                                                               | Czas   | Miejsce    | Data            |       |
| ----------------- | --- | ------ | ---------- | --------------- | ----- |
| Rekord świata     | Australia · Jon Henricks · David Dickson · John Konrads · Murray Rose                                       | 8:16,6 | Townsville | 6 sierpnia 1960 | [ 1 ] |
| Rekord olimpijski | Australia · Kevin O’Halloran (2:06,8) · John Devitt (2:06,4) · Murray Rose (2:06,0) · Jon Henricks (2:04,4) | 8:23,6 | Melbourne  | 3 grudnia 1956  | [ 2 ] |

W trakcie zawodów ustanowiono następujące rekordy:
| Data        | Etap konkurencji | Reprezentacja | Czas   | Rekord |
| ----------- | ---------------- | --- | ------ | ------ |
| 29 sierpnia | eliminacje       | Japonia · Tsuyoshi Yamanaka (2:01,8) · Makoto Fukui (2:03,5) · Hiroshi Ishii (2:07,2) · Tatsuo Fujimoto (2:04,6)      | 8:17,1 | OR     |
| 1 września  | finał            | Stany Zjednoczone · George Harrison (2:03,4) · Richard Blick (2:01,9) · Michael Troy (2:02,9) · Jeff Farrell (2:02,0) | 8:10,2 | WR     |

## Wyniki

### Eliminacje
| Miejsce | Wyścig | Tor | Państwo                       | Zawodnik | Czas     | Uwagi |
| ------- | ------ | --- | ----------------------------- | --- | -------- | ----- |
| 1.      | 1      | 4   | Japonia                       | Tsuyoshi Yamanaka (2:01,8) Makoto Fukui (2:03,5) Hiroshi Ishii (2:07,2) Tatsuo Fujimoto (2:04,6)             | 8:17,1   | Q,    |
| 2.      | 2      | 4   | Stany Zjednoczone             | Bill Darnton (2:06,8) Thomas Winters (2:04,0) Stephen Clark (2:04,0) George Harrison (2:03,2)                | 8:18,0   | Q     |
| 3.      | 2      | 5   | Australia                     | David Dickson (2:04,6) John Rigby (2:06,6) Allan Wood (2:06,7) John Devitt (2:06,3)                          | 8:24,2   | Q     |
| 4.      | 1      | 6   | Wielka Brytania               | Hamilton Milton (2:09,5) John Martin-Dye (2:06,5) Richard Campion (2:07,7) Ian Black (2:03,2)                | 8:26,9   | Q     |
| 5.      | 2      | 3   | Wspólna Reprezentacja Niemiec | Frank Wiegand (2:06,8) Gerhard Hetz (2:08,3) Hans Zierold (2:08,5) Hans-Joachim Klein (2:05,8)               | 8:29,4   | Q     |
| 6.      | 2      | 8   | Finlandia                     | Ilkka Suvanto (2:10,0) Kari Haavisto (2:07,5) Stig-Olof Grenner (2:08,0) Karri Käyhkö (2:04,2)               | 8:29,7   | Q     |
| 7.      | 1      | 5   | ZSRR                          | Witalij Sorokin (2:07,7) Giennadij Nikołajew (2:08,0) Serhij Towstopłet (2:08,1) Boris Nikitin (2:06,8)      | 8:30,6   | Q     |
| 8.      | 1      | 3   | Szwecja                       | Bengt-Olov Almstedt (2:10,1) Lars-Erik Bengtsson (2:07,0) Bengt Nordwall (2:06,9) Per-Ola Lindberg (2:06,76) | 8:30,76  | Q     |
| 9.      | 1      | 2   | Polska                        | Andrzej Salamon (2:08,2) Bernard Aluchna (2:07,8) Jerzy Tracz (2:08,0) Jan Lutomski (2:07,9)                 | 8:32,0   |       |
| 10.     | 2      | 2   | Węgry                         | György Müller (2:11,8) László Lantos (2:07,7) Gyula Dobay (2:05,5) József Katona (2:07,6)                    | 8:32,6   |       |
| 11.     | 2      | 6   | Włochy                        | Fritz Dennerlein (2:11,6) Bruno Bianchi (2:08,5) Angelo Romani (2:10,9) Paolo Galleti (2:07,1)               | 8:38,1   |       |
| 12.     | 1      | 1   | Francja                       | Jean-Pascal Curtillet (2:07,4) Gérard Gropaiz (2:10,8) Marc Kamoun (2:09,7) Jean Boiteux (2:13,3)            | 8:41,2   |       |
| 13.     | 2      | 7   | Jugosławia                    | Milan Jeger (2:09,6) Slobodan Kićović (2:12,9) Vlado Brinovec (2:15,4) Veljko Rogošić (2:11,9)               | 8:49,8   |       |
| 14.     | 2      | 1   | Meksyk                        | Raúl Guzmán (2:12,8) Alfredo Guzmán (2:13,7) Jorge Escalante (2:15,4) Mauricio Ocampo (2:08,4)               | 8:50,4   |       |
| 15.     | 1      | 7   | Szwajcaria                    | Peter Bärtschi (2:18,3) Rainer Goltzsche (2:20,4) Karl Fridlin (2:20,9) Hans-Ulrich Dürst (2:18,5)           | 9:18,1   |       |
| 16. !   | 1      | 8   | Filipiny                      | | 9:99,9 ! | DNS   |

### Finał
| Miejsce | Tor | Państwo                       | Zawodnik | Czas   | Uwagi |
| ------- | --- | ----------------------------- | --- | ------ | ----- |
| 1. !    | 5   | Stany Zjednoczone             | George Harrison (2:03,4) Richard Blick (2:01,9) Michael Troy (2:02,9) Jeff Farrell (2:02,0)                  | 8:10,2 | WR    |
| 2. !    | 4   | Japonia                       | Makoto Fukui (2:04,8) Hiroshi Ishii (2:04,8) Tsuyoshi Yamanaka (2:00,6) Tatsuo Fujimoto (2:03,0)             | 8:13,2 |       |
| 3. !    | 3   | Australia                     | David Dickson (2:06,6) John Devitt (2:03,2) Murray Rose (2:02,7) John Konrads (2:01,3)                       | 8:13,8 |       |
| 4.      | 6   | Wielka Brytania               | Hamilton Milton (2:08,7) John Martin-Dye (2:05,2) Richard Campion (2:08,4) Ian Black (2:05,8)                | 8:28,1 |       |
| 5.      | 7   | Finlandia                     | Ilkka Suvanto (2:09,0) Kari Haavisto (2:08,1) Stig-Olof Grenner (2:07,3) Karri Käyhkö (2:05,3)               | 8:29,7 |       |
| 6.      | 8   | Szwecja                       | Sven-Göran Johansson (2:09,1) Lars-Erik Bengtsson (2:08,2) Bengt Nordwall (2:06,5) Per-Ola Lindberg (2:07,2) | 8:31,0 |       |
| 7.      | 2   | Wspólna Reprezentacja Niemiec | Frank Wiegand (2:06,3) Gerhard Hetz (2:09,0) Hans Zierold (2:08,4) Hans-Joachim Klein (2:08,1)               | 8:31,8 |       |
| 8.      | 1   | ZSRR                          | Igor Łużkowskij (2:10,3) Giennadij Nikołajew (2:08,0) Witalij Sorokin (2:07,0) Boris Nikitin (2:06,9)        | 8:32,2 |       |